# Hardly Kirk-ing
Hardly Kirk-ing («Едва ли Кирк») — тринадцатый эпизод двадцать четвёртого сезона мультсериала «Симпсоны». Выпущен 17 февраля 2013 года в США на телеканале «FOX».

## Сюжет
Мардж с ужасом обнаруживает, что Гомер и Мэгги смотрят DVD с передачей «Малыш-очкарик», которая, согласно новостям, не полезна для детей. Она запрещает домочадцам смотреть телевизор целый день и берёт их в книжный магазин. Там Гомер увлекается чтением книги «Найди спрятанные предметы», и вскоре он начинает использовать свои новые умения, чтобы найти людей и объекты. В это время Барт находится в гостях у Милхауса. Ему скучно, и он брызгает эпоксидной смолой на волосы Милхауса. Барт пытается состричь испорченные волосы, после чего причёска у Милхауса получается такая же, как у его отца Кирка. С помощью Барта Милхаус становится точной копией Кирка. Более того, он обретает голос Кирка, затянув галстук на шее (но если слишком туго, он говорит, как Даффмен). Барт всячески использует «повзрослевшего» Милхауса в своих целях. К примеру, Милхаус приказывает Гомеру отпустить Лизу на выпускной вместе с ним, и съесть ведро мороженого за две минуты.
Лизе хочется пойти в центр города, и Милхаус покупает билеты на поезд для себя, Лизы и Барта. Им возвращают деньги за «Малыша-очкарика», но денег не хватает на еду. Детям приходится зайти в здание, где продают кондоминиумы (и бесплатный завтрак). Там продавщице начинает нравиться «Кирк», и она пытается его соблазнить. В это время Гомер и Мардж обнаруживают, что дети пропали, и находят их благодаря способности Гомера находить объекты. Позднее Милхаус извиняется перед отцом за подражание ему, но говорит, что хочет стать таким, как он.

## Отношение критиков и публики
В воскресную ночь на «FOX» эпизод просмотрело 4.57 миллионов человек 18-49 лет, и он получил рейтинг 2.0. Он стал вторым по просматриваемости (первый — «Гриффины», «Chris Cross»). Оценки от критиков были в основном положительные. Так, Роберт Дэвид Салливан, дав оценку «B-», сказал: «Сейчас по-прежнему мало эпизодов с романтической тематикой, но странность в них гораздо лучше, чем многочисленные отходы от сюжета и пародии на поп-культуру».